# 5336 Kley
5336 Kley este o planetă minoră (asteroid), cu un diametru de 25,26 km, din centura de asteroizi. A fost descoperită pe 7 mai 1991 la Uenohara Observatory⁠(d) de Nobuhiro Kawasato⁠(d) și a fost numită după Wilhelm Kley⁠(d). 
Obiectul prezintă o orbită caracterizată de o semiaxă mare de 3,1125743 UAi, o excentricitate de 0,1463287, o înclinație de 11,3572 ° în raport cu ecliptica.